# Jens Kampmann
Pour les articles homonymes, voir Kampmann.
Jens Kampmann, né le 30 mars 1937 à Frederiksberg (Danemark), est un homme politique danois, membre des Sociaux-démocrates, ancien ministre et ancien député au Parlement (le Folketing).

## Biographie
Jens Kampmann est le fils de Viggo Kampmann, Premier ministre de février 1960 à septembre 1962.